# Marichi

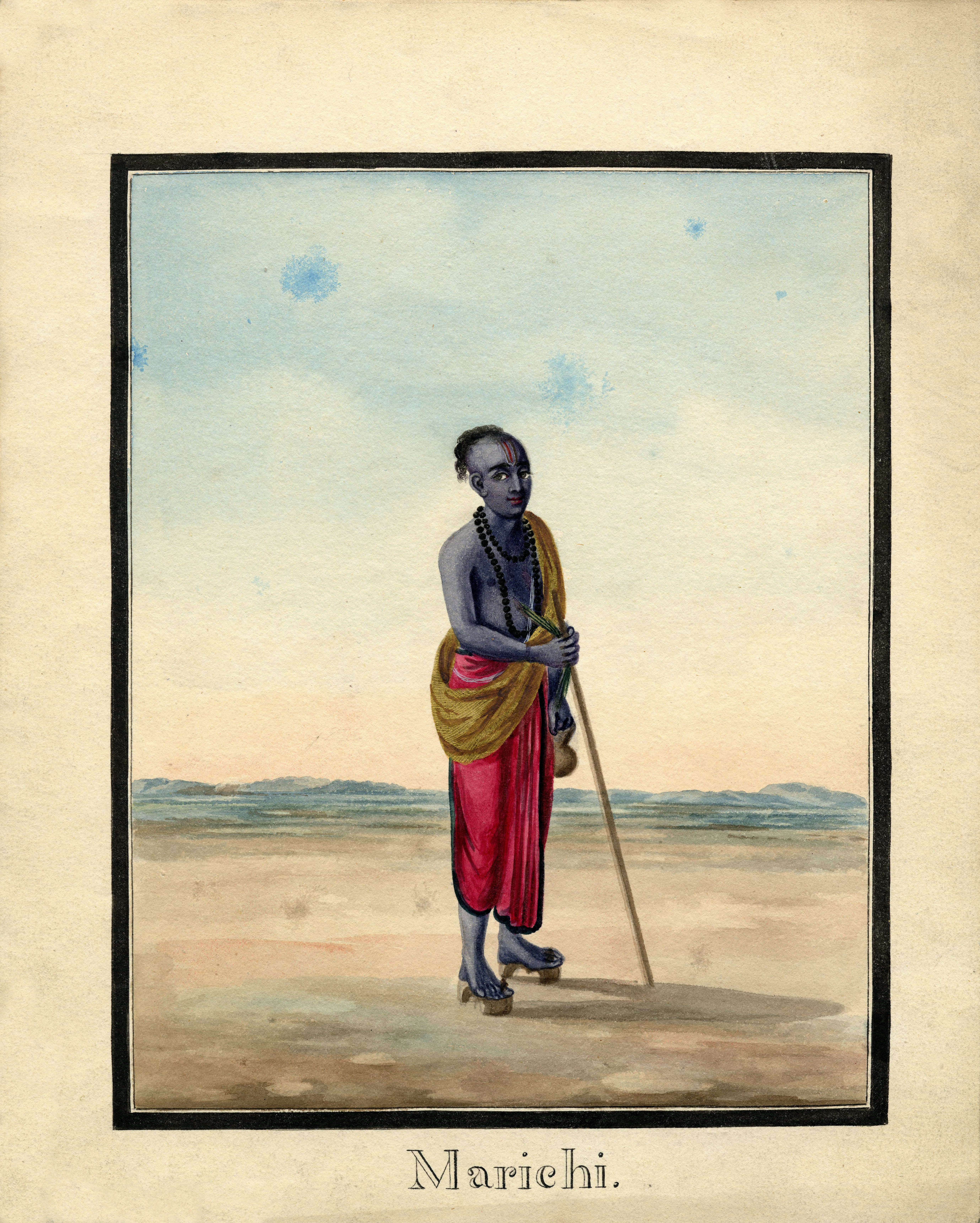
Marichi, een rishi en zoon van Brahma

Marichi is volgens de overlevering de zoon van Brahma en leider van de Maruts, de krijgshaftige stormgoden. Hij is een van de zeven rishi's of Prajapati's die de dharma, de heilige wetten van het universum, kunnen uitspreken.
Marichi is de overgrootvader van Manu, Sanskriet voor man, denkend, intelligent, de Vedische Adam en vader van de mensheid. Marichi betekent lichtstraal. In de negende mandala van de Rig Veda wordt hij ook als een van de Rishi's genoemd, naast bijvoorbeeld zijn zoon Kashyapa. Vishnu verscheen in de gedaante van een dwerg als zoon van Kasyapa.